# Funkschlüsselnetz
Als Funkschlüsselnetze wurden insbesondere während des Zweiten Weltkriegs die von der deutschen Wehrmacht betriebenen Funknetze bezeichnet, über die geheime Nachrichten, Lagemeldungen und militärische Befehle mithilfe der Funktechnik übermittelt wurden.
Nachrichten, die durch Unbefugte nicht gelesen werden sollten, waren bestimmungsgemäß mit dem vom Oberkommando der Wehrmacht (OKW) vorgeschriebenen Schlüsselverfahren zu verschlüsseln. Zur Verschlüsselung der Funksprüche setzten alle Teilstreitkräfte der Wehrmacht Maschinenschlüssel ein, in erster Linie die Enigma-Maschine. Der grundsätzliche Umgang mit dem Maschinenverfahren „Enigma“ sowie die dazugehörigen Schlüsselregeln wurden in einschlägigen Dienstvorschriften geregelt:
- Allgemeine Schlüsselregeln für die Wehrmacht, H.Dv.g. Nr. 7, M.Dv. Nr. 534, L.Dv.g. Nr. 7
- Gebrauchsanleitung für die Chiffriermaschine, H.Dv.g. Nr. 13, L.Dv.g. Nr. 13
- Schlüsselanleitung zur Schlüsselmaschine Enigma, H.Dv.g. Nr. 14, M.Dv. Nr. 168, L.Dv.g. Nr. 14

Während Heer und Luftwaffe hauptsächlich die Enigma I (lies: „Enigma eins“) nutzten, setzte die deutsche Kriegsmarine kryptografisch stärkere Modelle ein, wie die Enigma-M3 und die Enigma-M4. Neben den Maschinenverfahren existierten noch diverse Handschlüsselverfahren, wobei die Texte manuell verschlüsselt wurden.

## Funkschlüsselnetze der Wehrmacht

### Spezifische Netze

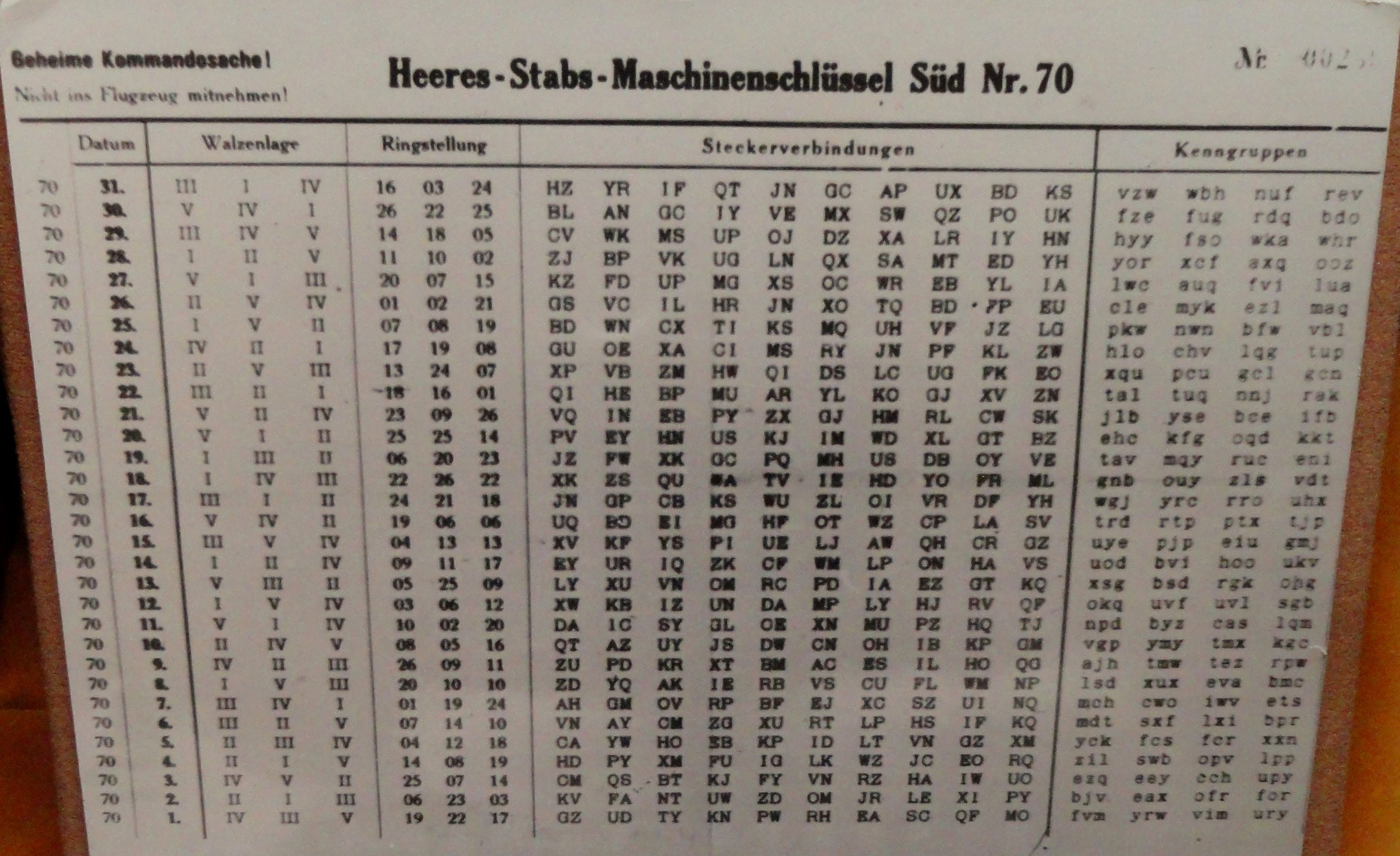
Heeres-Stabs-Maschinenschlüssel zu sehen im National Cryptologic Museum

Es gab diverse spezifische Netze. Dazu gehörten:
- OKH-Maschinenschlüssel
- Heeres-Stabs-Maschinenschlüssel (Bild)
- Wehrmacht-Maschinenschlüssel
- Oberquartiermeister-Maschinenschlüssel
- Rundspruch-Maschinenschlüssel
- Reichsbahn-Maschinenschlüssel
- Armee-Maschinenschlüssel
- Sonder-Maschinenschlüssel
- Wehrkreis-Maschinenschlüssel
- Maschinenschlüssel der SS

Neben dem Maschinenschlüssel existierte meist noch ein Hand- bzw. Notschlüssel. Zusätzlich gab es einen Funkschlüssel für die Übermittlung von Wetterdaten. Jede der genannten Kategorien wies, häufig gegliedert nach Einheiten oder geographischen Regionen, zahlreiche individuelle Schlüsselnetze mit eigenen Schlüsseln auf.

### Heer
Allein das deutsche Heer betrieb während des Krieges mehr als einhundert unterschiedliche Schlüsselnetze. Beispielsweise hatte jede der drei an der Ostfront operierenden Heeresgruppen, Nord, Mitte und Süd, allein für Rundsprüche ein separates Funkschlüsselnetz.

### Schutzstaffel
Auch hier existierten unterschiedliche Schlüssel, wie SS-Stabs-Maschinenschlüssel, SS-Querverkehr-Maschinenschlüssel und SS-Frontschlüssel.

### Luftwaffe

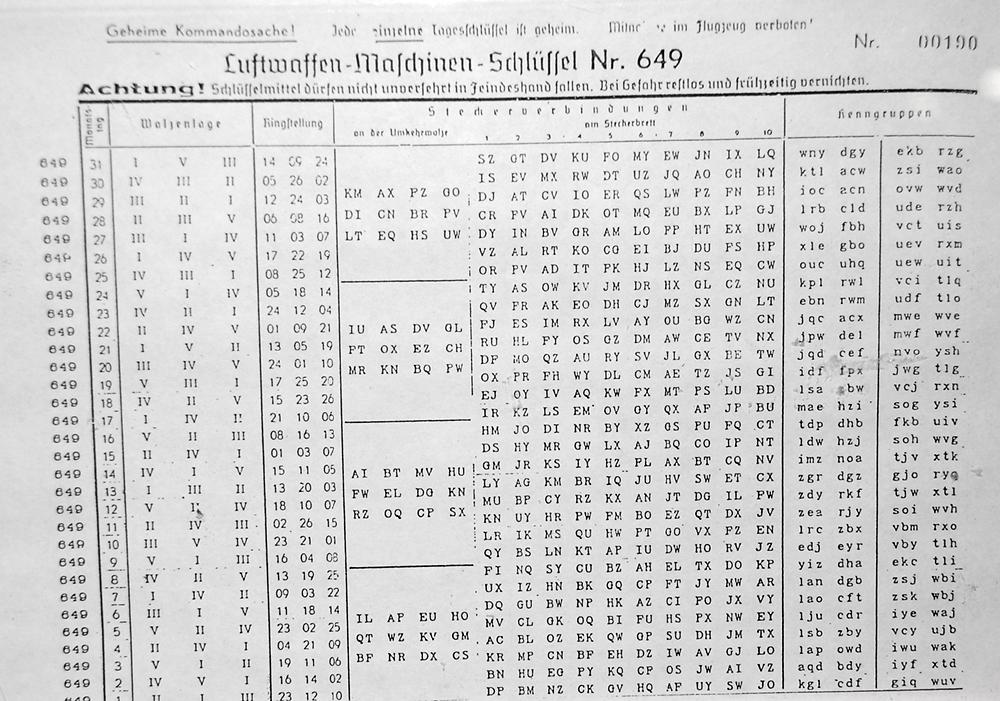
Diese Schlüsseltafel enthält, im Gegensatz zu den üblicherweise verwendeten, eine zusätzliche Spalte „Steckerverbindungen an der Umkehrwalze“ für die UKW D

Dazu kamen weitere etwa hundert Schlüsselnetze der Luftwaffe.
Bemerkenswert ist hier die Einführung einer besonderen Umkehrwalze für die Enigma ab Anfang 1944 innerhalb einiger Schlüsselnetze der Luftwaffe, beispielsweise bei der im deutsch besetzten Frankreich stationierten Luftflotte 3, aus der im September 1944 das Luftwaffenkommando West hervorging. Hier nutzten die Deutschen, im Gegensatz zu den anderen Wehrmachtteilen, die sogenannte Umkehrwalze D, kurz UKW Dora genannt. Diese zeichnete sich dadurch aus, dass ihre Verdrahtung, anders als bei allen anderen Enigma-Walzen, durch den Benutzer schlüsselabhängig geändert werden konnte. Dies bewirkte eine deutliche Vergrößerung der kombinatorischen Komplexität der Chiffriermaschine und hätte leicht dazu führen können, dass die Verschlüsselung praktisch „unbrechbar“ gewesen wäre, falls das neue Verfahren schlagartig und flächendeckend eingeführt worden wäre.

### Kriegsmarine
Für die Marine war die Führung ihrer teilweise in weit entfernten Gebieten auf Hoher See operierenden Wasserfahrzeuge von entscheidender Wichtigkeit. Hierzu wurden für die unterschiedlichen Einheiten und die verschiedenen Seegebiete jeweils eigene Schlüsselnetze gebildet. Beispiele sind Funkschlüsselnetze:
- Aegir für Überwasserkriegsschiffe und Hilfskreuzer in Übersee („Außerheimische Gewässer“, ab August 1939), ab Januar 1943
- Hydra für Schiffe in Küstennähe („Heimische Gewässer“, ab August 1939), ab Januar 1943
- Medusa für U-Boote im Mittelmeer, ab Juni 1943
- Neptun für Schlachtschiffe und Schwere Kreuzer in Übersee („Kernflotte“, ab Mai 1941), ab Oktober 1941 sowie
- Triton für die Atlantik-U-Boote („Front-U-Boote“)

Im Gegensatz zur früheren Annahme, dass es vor allem alliierte Radartechnik und Funkpeilung waren, an denen die deutschen U-Boote zugrunde gingen, war es, wie man heute weiß, vor allem die höchst erfolgreiche Arbeit des britischen Geheimdienstes, insbesondere der Codebreakers in Bletchley Park, gepaart mit dem deutschen Trugschluss, dass ein Einbruch in die eigenen Funkschlüsselnetze nicht möglich sei.

## Dienstvorschriften der Wehrmacht (Auswahl)
- Für alle Truppenteile:
  - H.Dv.g. 14, M.Dv. Nr. 168, L.Dv.g. 14: Schlüsselanleitung zur Chiffriermaschine Enigma. 1940. Neuauflage 2019 – ISBN 978-3750-42559-0
  - H.Dv.g. 11, M.Dv. Nr. 390, L.Dv.g. 11: Die Wehrmachtschlüssel. 1940. Neuauflage 2019 – ISBN 978-3750-42559-0
  - H.Dv.g. 7, M.Dv. Nr. 534, L.Dv.g. 7: Allgemeine Schlüsselregeln für die Wehrmacht. 1940 und 1944. Neuauflage 2019 – ISBN 978-3743-19385-7
- Für Heer und Luftwaffe:
  - H.Dv.g. 13, L.Dv.g. 13: Gebrauchsanleitung für die Chiffriermaschine Enigma. 1937. Neuauflage 2020 – ISBN 978-3752-66833-9
- Für Kriegsmarine:
  - M.Dv. Nr. 32: Der Funkschlüssel M (Vorschrift). 1934.
  - M.Dv. Nr. 32/1: Der Schlüssel M Verfahren M Allgemein. 1940.
  - M.Dv. Nr. 32/3: Der Schlüssel M Allgemeine Bestimmungen. 1941.
  - M.Dv.Nr. 114 Signalschlüssel für den Funksignaldienst (Funksignalschlüssel). 1939. Neuauflage 2019 – ISBN 978-3749-46791-4
  - Ergänzende Anweisungen zu ‚Der Schlüssel M Verfahren M Allgemein‘. 1944.